# Karin Fischer Ausserer
Karin Fischer Ausserer (* 1963 in Tscherms, Südtirol) ist eine Archäologin. Sie leitet seit 2003 die Stadtarchäologie Wien.
Karin Fischer Ausserer wuchs zunächst in Hafling auf. Mit acht Jahren kam sie nach Meran und legte dort im Lyzeum Beda Weber die Matura ab. In der Schule lernte sie auch ihren späteren Mann kennen. Gemeinsam gingen sie 1983 nach Wien, wo Karin Fischer Ausserer Klassische Archäologie, Antike Kunstgeschichte und Altertumskunde studierte. Anschließend arbeitete sie fünf Jahre in einem medizinischen Kongressbüro, bevor sie zur Stadtarchäologie Wien kam. Zuerst war sie dort mit der Leitung eines Verwaltungsbüros betraut und dem Stadtrat für Kultur unterstellt. 2003 wurde die Stadtarchäologie eine eigene Abteilung der Magistratsabteilung 7 – Kultur, deren Leitung Fischer Ausserer übertragen wurde. Sie folgte damit Ortolf Harl nach, der in Pension ging. Seit Juli 2008 ist die Stadtarchäologie eine Abteilung der Museen der Stadt Wien.
Fischer Ausserer vertrat bzw. vertritt auch die Stadt Wien bei Gremien wie der Leitungsgruppe für die Einreichung des römischen Limes in Österreich als Weltkulturerbestätte oder der ARGE Donauländer. Seit 1996 ist sie Mit-Organisatorin und seit 2003 Präsidentin der jährlich stattfindenden internationalen Konferenz Cultural Heritage and New Technologies in Wien.

## Publikationen (Auswahl)
- gemeinsam mit Martin Mosser: Ein Spaziergang durch die Wiener Innenstadt aus archäologischer Sicht. Magistrat der Stadt Wien, Referat Stadtarchäologie, Wien 2006.
- A stroll through Vienna’s old quarter from an archaeological viewpoint. Absdorf Media Agency 7Reasons, 2007.
- als Herausgeberin, gemeinsam mit Sándor Bodó: Vindobona–Aquincum: Herausforderungen und Ergebnisse der Stadtarchäologie. Historisches Museum der Stadt Budapest, Budapest 2010, ISBN 978-963-9340-86-2.

## Belege
1. 1 2 3  Gudrun Esser: Interview mit Karin Fischer Ausserer, Leiterin der Stadtarchäologie Wien. In: meraner.eu. 2011, abgerufen am 16. August 2019.
2. 1 2  Zwei Frauen für das neue Referat „Kulturelles Erbe“. In: ots.at. 10. Februar 2004, abgerufen am 16. August 2019.
3. 1 2  Veronika Schmidt: Karin Fischer-Ausserer: Die Frau, die Vergrabenes zu Tage bringt. In: diepresse.com. 14. September 2008, abgerufen am 17. Februar 2020.
4. ↑  Karin FISCHER AUSSERER. In: chnt.at. Abgerufen am 16. August 2019 (englisch).

| Personendaten    | Personendaten           |
| ---------------- | ----------------------- |
| NAME             | Fischer Ausserer, Karin |
| KURZBESCHREIBUNG | Archäologin             |
| GEBURTSDATUM     | 1963                    |
| GEBURTSORT       | Tscherms, Italien       |